# Habronattus nemoralis
Habronattus nemoralis là một loài nhện trong họ Salticidae.
Loài này thuộc chi Habronattus. Habronattus nemoralis được Elizabeth Maria Gifford Peckham & George William Peckham miêu tả năm 1901.